# Challenge des champions 1966
La Supercoppa di Francia 1966 (ufficialmente Challenge des champions 1966) è stata la decima edizione della Supercoppa di Francia.
Si è svolta il 13 giugno 1966 allo Stade Marcel Saupin di Nantes tra il Nantes, vincitore della Division 1 1965-1966, e lo Stade Reims, vincitore della Division 2 1965-1966.
A conquistare il titolo è stato lo Stade Reims che ha vinto per 2-0 con reti di Jean-Paul Gaidoz e Aimé Gori.

## Partecipanti
| Squadre     | Qualificazione                       | Partecipazioni precedenti (il grassetto indica la vittoria) |
| ----------- | ------------------------------------ | ----------------------------------------------------------- |
| Nantes      | Vincitore della Division 1 1965-1966 | 1 (1965)                                                    |
| Stade Reims | Vincitore della Division 2 1965-1966 | 4 (1955, 1958, 1960, 1962)                                  |

## Tabellino
| Arbitro: | Lamour |

|  |           |                     |
|  | Marcatori | 30’ Gaidoz 33’ Gori |

### Formazioni
| Nantes:       |                      |  |     |
|               |                      |  |     |
| P             | André Castel         |  | 46’ |
| D             | Jean-Pierre Mourrier |  |     |
| D             | Claude Robin         |  |     |
| D             | Robert Budzynski     |  |     |
| D             | Gabriel De Michèle   |  |     |
| C             | Jean-Claude Suaudeau |  |     |
| C             | Henri Michel         |  |     |
| A             | Bassidiki Touré      |  |     |
| A             | Philippe Gondet      |  | 46’ |
| A             | Jacques Simon        |  |     |
| A             | Francis Magny        |  | 46’ |
| Sostituzioni: |                      |  |     |
| P             | Jean-Michel Fouché   |  | 46’ |
| A             | Roger Marchi         |  | 46’ |
| A             | Joël Prou            |  | 46’ |
| Allenatore:   |                      |  |     |
| José Arribas  |                      |  |     |

| Stade Reims:   |                       |  |     |
|                |                       |  |     |
| P              | Jean-Claude D'Arménia |  |     |
| D              | Georges Bout          |  |     |
| D              | Bernard Hiegel        |  |     |
| D              | Jean-Philippe Lemenan |  |     |
| D              | René Masclaux         |  |     |
| C              | Michel Bojko          |  | 46’ |
| C              | Aimé Gori             |  |     |
| A              | Alain Richard         |  |     |
| A              | Raymond Kopa          |  |     |
| A              | Louis Bourgeois       |  |     |
| A              | Jean-Paul Gaidoz      |  |     |
| Sostituzioni:  |                       |  |     |
| C              | Louis Gilles          |  | 46’ |
| Allenatore:    |                       |  |     |
| Robert Jonquet |                       |  |     |